# Marquesa d'Empúries
Marquesa d'Empúries (1322-1327) fou comtessa d'Empúries (1322).
Filla pòstuma de Ponç VI d'Empúries i d'Elisabet de Sicília. Heretà el comtat d'Empúries el mateix dia del seu naixement, ja que el seu pare havia mort uns mesos abans.
Fou desposseïda del comtat per la seva infantesa passant a mans d'Hug VI d'Empúries, vescomte de Cardona amb el nom d'Hug I de Cardona, besnet de Ponç IV d'Empúries per línia femenina.